# الن دی‌جنرس
الن دی‌جنرس (به انگلیسی: Ellen DeGeneres)، (زاده ۲۶ ژانویه ۱۹۵۸ در لوئیزیانا) کمدین، نویسنده، بازیگر، تهیه‌کننده و مجری تلویزیون اهل آمریکا است. او از ۱۹۹۴ تا ۱۹۹۸ ستارهٔ سریال کمدی موقعیت الن بود و از سال ۲۰۰۳ تهیه‌کنندگی و مجری‌گری برنامهٔ تاک شوی الن دی‌جنرس شو را به عهده دارد. او همجنسگرا است.
وی که در سال ۱۹۸۶ با حضور در برنامهٔ تونایت شو جانی کارسون مجری و کمدین مشهور آمریکایی، شناخته شد، به اجرای برنامه‌های استندآپ کمدی می‌پرداخت. الن صداپیشگی شخصیت دُوری در پویانمایی در جستجوی نمو در سال ۲۰۰۳ و در جستجوی دوری در سال ۲۰۱۶ را بر عهده گرفت که جایزه ساترن را از آن خود کرد، و این اولین باری بود که این جایزه به یک صداپیشهٔ زن تعلق می‌گرفت. ۰۹ او همچنین مجری جایزه اسکار (سال‌های ۲۰۰۷ و ۲۰۱۴) و جایزه امی و گرمی بوده است. او برندهٔ سیزده جایزه امی برای برنامهٔ الن دی‌جنرس شو و چهارده جایزه برگزیده مردم است. وی در سال ۲۰۱۰ در نقش یکی از داورانِ نهمین فصل برنامهٔ امریکن آیدل ظاهر شد.
الن در ۱۹۹۷ طی حضور در برنامهٔ اوپرا وینفری اعلام کرد که همجنس‌گرا است. متعاقباً جنجال رسانه‌ای حرفهٔ او را با مشکل مواجه کرد که این مسئله باعث شد او در «باتلاق افسردگی» فرو برود. وی از ۱۹۹۷ تا ۲۰۰۰ با آن هیش و از ۲۰۰۱ تا ۲۰۰۴ با عکاس و بازیگر الکساندرا هدیسون رابطه داشت. او در ۲۰۰۸ با پورشا دی راسی ازدواج کرد.

## زندگی‌نامه

### دوران کودکی و تحصیلات

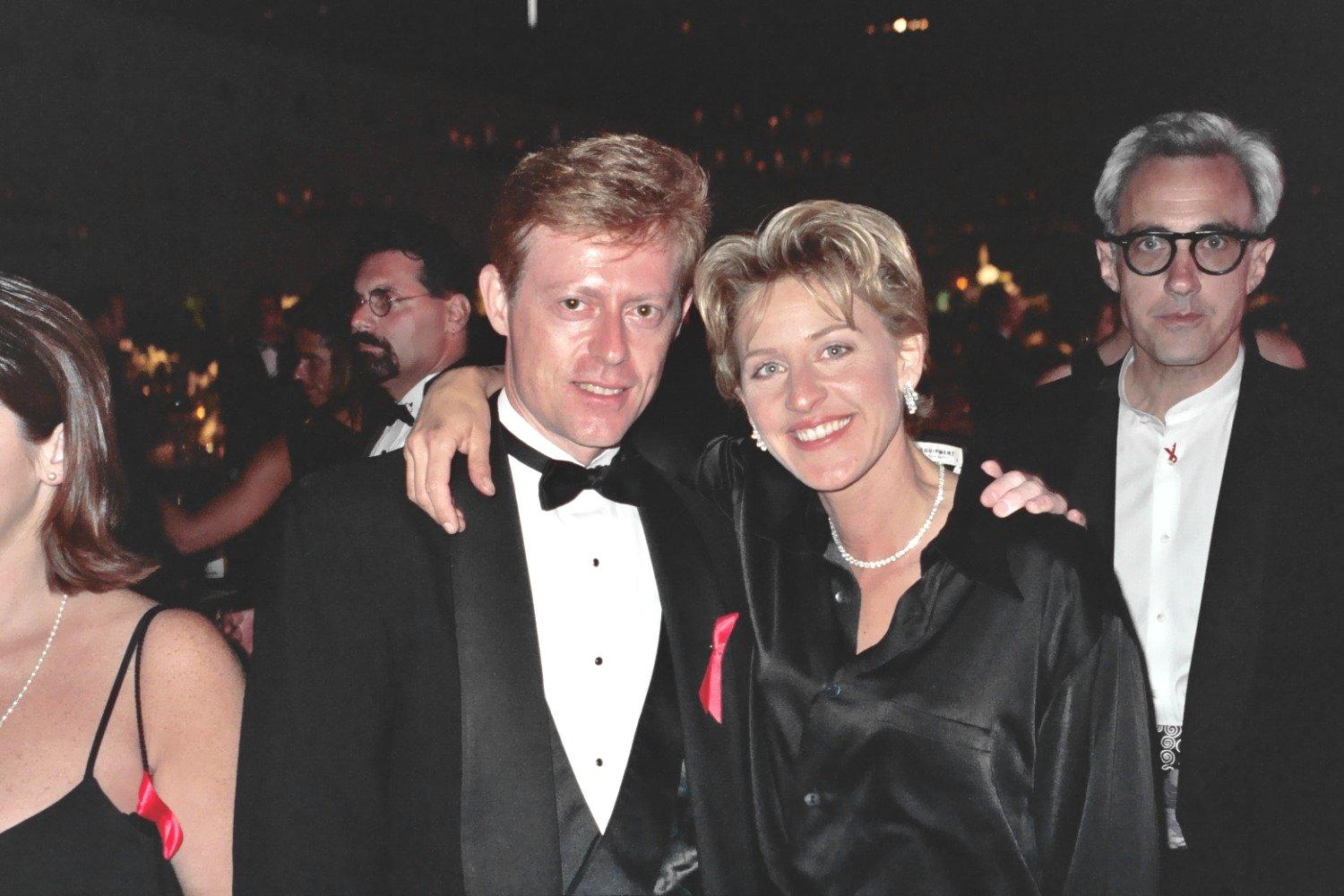
الن و اَلن لایت در سال ۱۹۹۴

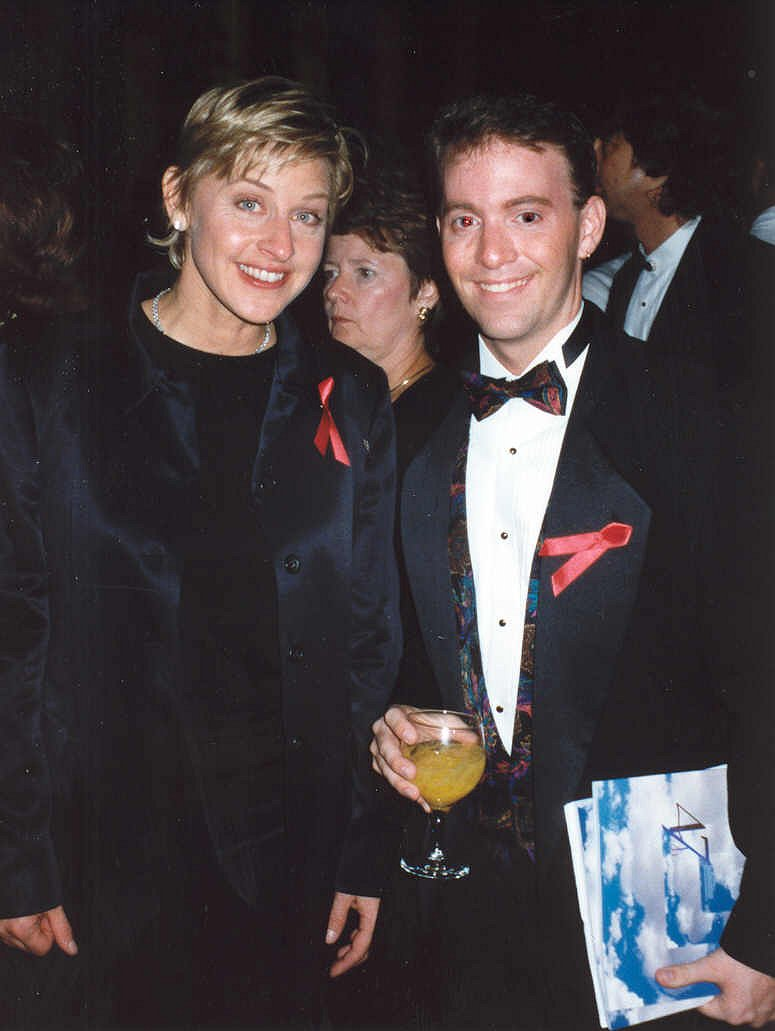
الن در جوایز امی ساعات پربیننده سال ۱۹۹۵

الن در در ایالت لوئیزیانا به دنیا آمد. مادرش بتی پرفِر، گفتاردرمان گر و پدرش الیوت دی‌جنرس کارمند بیمه و برادرش وَنس نوازنده و تهیه‌کننده است. الن با اعتقاد به علم مسیحی بزرگ شد. وی از نژاد انگلیسی-فرانسوی-آلمانی-ایرلندی است. پدر و مادرش در سال ۱۹۷۳ تصمیم به جدایی گرفته و در همان سال هم از یکدیگر طلاق گرفتند. بعد از مدت کوتاهی مادر الن با روی گروسندرف که یک فروشنده بود، ازدواج کرد. سپس، الن و مادر و پدر خوانده‌اش از نیواورلئان، لوئیزیانا به آتلانتا، تگزاس نقل مکان کردند اما برادر الن، ونس همراه پدرش ماند. الن در می ۱۹۷۶ از دبیرستان آتلانتا فارغ‌التحصیل شد و بعد برای ادامه تحصیل در رشتهٔ مطالعات ارتباطی در دانشگاه نیواورلئان، دوباره به آنجا بازگشت. اما بعد از گذراندن یک ترم، دانشگاه را رها کرد تا در یک شرکت حقوقی که متعلق به یکی از خویشاوندانش بود، امور مذهبی انجام دهد. وی همچنین در حین این کار، شغل جدید دیگری هم پیدا کرده و به آن مشغول شد، یعنی فروشندهٔ لباس در یکی از فروشگاه‌های زنجیره‌ای. شغل‌های اولیهٔ الن شامل کار در جی. سی. پنی، پیشخدمتی در Friday's، (و همچنین در یک رستوران دیگر)، نقاش ساختمان، مهمانخانه‌دار و متصدی بار هستند.
او همیشه هنگام اجرای برنامه‌های کمدی‌اش، یادی هم از دوران بچگی و تجربیات شغل‌های گذشته‌اش می‌کند. وی در دوران نوجوانی در سن ۱۵ یا ۱۶ مورد آزار جنسی نا پدری اش قرار گرفته است.

## استندآپ کمدی
دی‌جنرس اجرای استندآپ‌های کمدی‌اش را در کلوب‌های کوچک و قهوه‌خانه‌ها آغاز کرد. در سال ۱۹۸۱ او رئیس تشریفات کلوب Clyde's Comedy در نیواورلئان بود. دی‌جنرس همیشه می‌گوید در آن زمان وودی آلن و استیو مارتین بزرگ‌ترین الهام‌بخش‌های وی بوده‌اند. در اوایل دههٔ ۱۹۸۰، او توری در ایالت‌های آمریکا برگزار کرد؛ و در سال ۱۹۸۲ به عنوان بامزه‌ترین فرد شو تایم معروف شد. وی در سال ۱۹۸۶ برای اولین بار در تونایت‌شو جانی کارسون ظاهر شد. بعد از آن کارسون وی را به باب نیو هارت معرفی کرد و الن مورد توجه هر دوی آن‌ها قرار گرفت و این باعث شد که کارسون او را به گفتگویی روی صفحهٔ تلویزیون دعوت کند. باز هم این اولین باری بود که چنین فرصتی به یک کمدین داده می‌شد.

## اجرا در فیلم‌ها

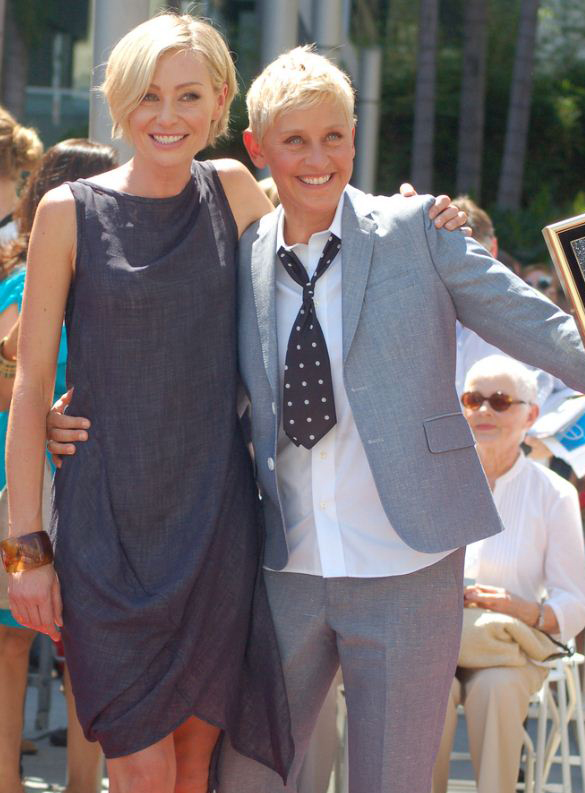
پورشا دی راسی و دی‌جنرس در سپتامبر ۲۰۱۲

دی‌جنرس از اواخر دههٔ ۱۹۸۰ تا اوایل دههٔ ۱۹۹۰ در فیلم‌های Open House , سر مخروطی‌ها بازی کرد. در سال ۱۹۹۲ دو تهیه‌کننده به نام‌های نیل مارلینز و کارول بلک، الن را برای اجرای نقش نانسی مک‌اینتایر در طنز تلویزیونی لاری هیل انتخاب کردند. پخش این مجموعه تنها بعد از چهار اپیزود روی آنتن رفتن، لغو شد. اما کارول و نیل که تحت تأثیر اجرای فوق‌العادهٔ الن قرار گرفته بودند، او را به زودی برای اجرای نقشی در سریال کمدی موقعیت این دوستان من که بعدها به الن تغییر نام داد، انتخاب کردند.
دی‌جنرس در یکی از اپیزودهای فیلم تلویزیونی اگر این دیوارها می‌توانستند صحبت کنند ۲ همبازی شارون استون بود. این فیلم زندگی زوج همجنسگرایی را روایت می‌کند که در صدد بچه‌دار شدن هستند. ویل و گریس، سسمی استریت و سیمپسون‌ها نیز از جمله برنامه‌هایی هستند که وی در آن‌ها حضور داشته است.

### شهرت
مجله فوربز در ۲۰۰۷ ثروت دی‌جنرس را، به عنوان یکی از بیست زن ثروتمند در صنعت سرگرمی، ۶۶ میلیون دلار تخمین زد. الن پیرو وگنیسم است. جمعیت طرفداران رفتار اخلاقی با حیوانات (PETA) در سال ۲۰۰۹ او را «زن سال» نامید.

## نگارخانه

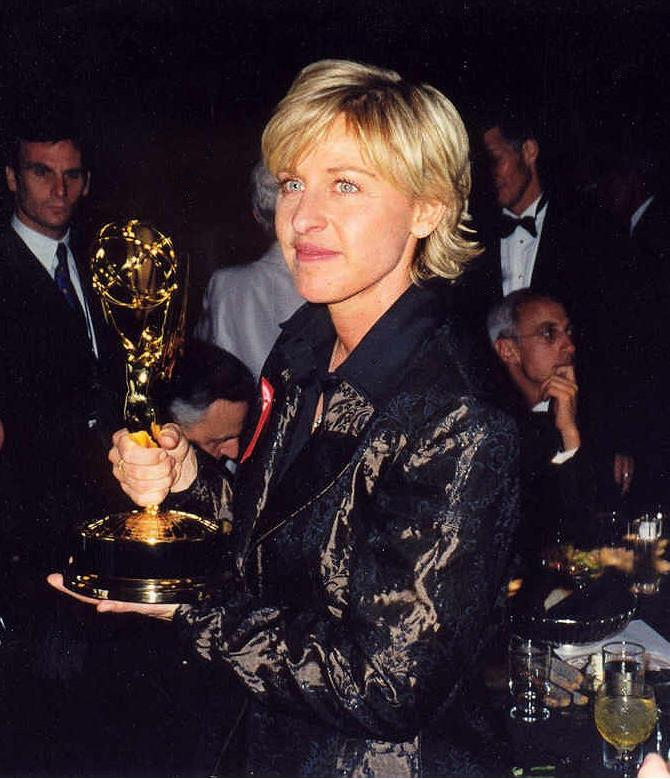
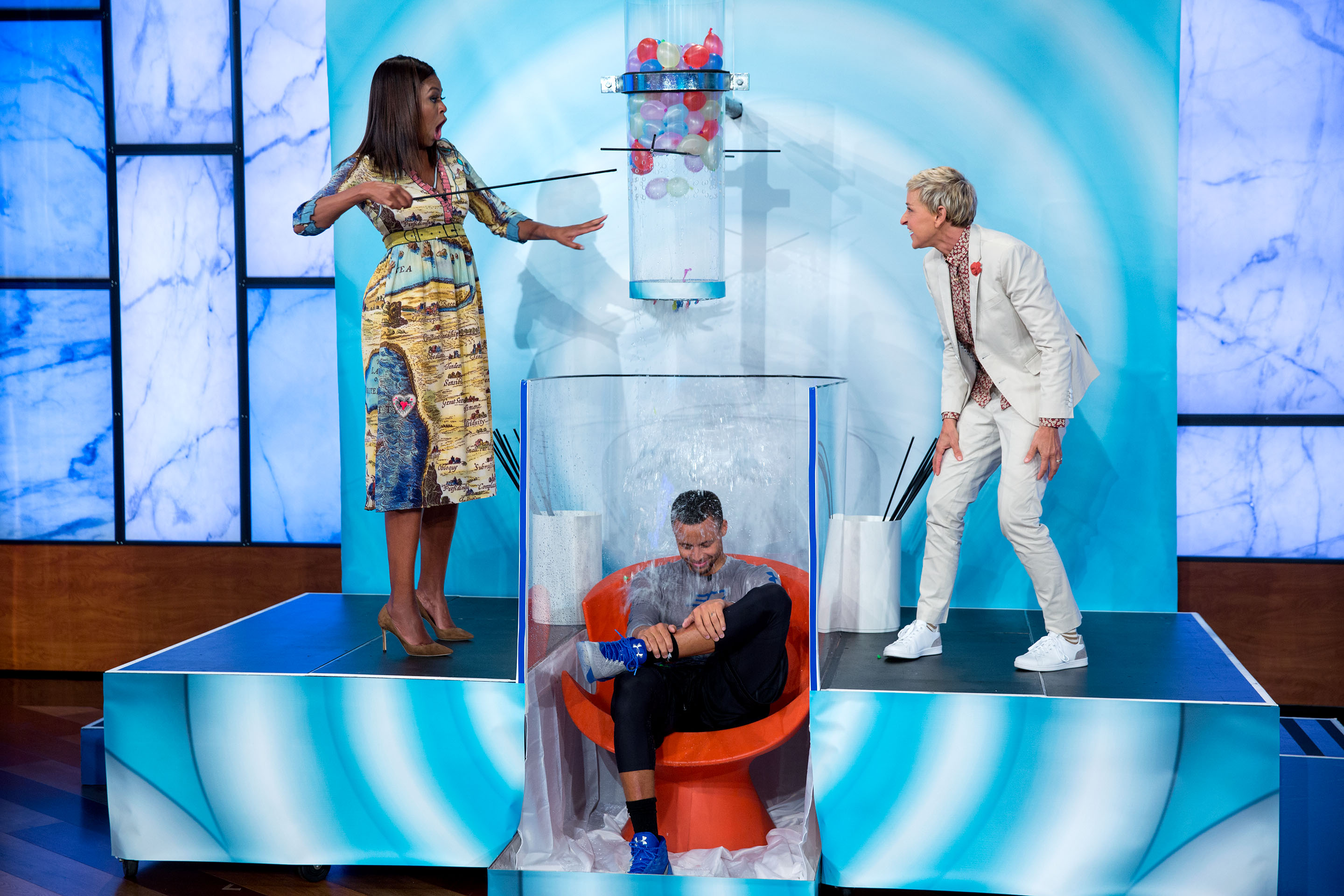
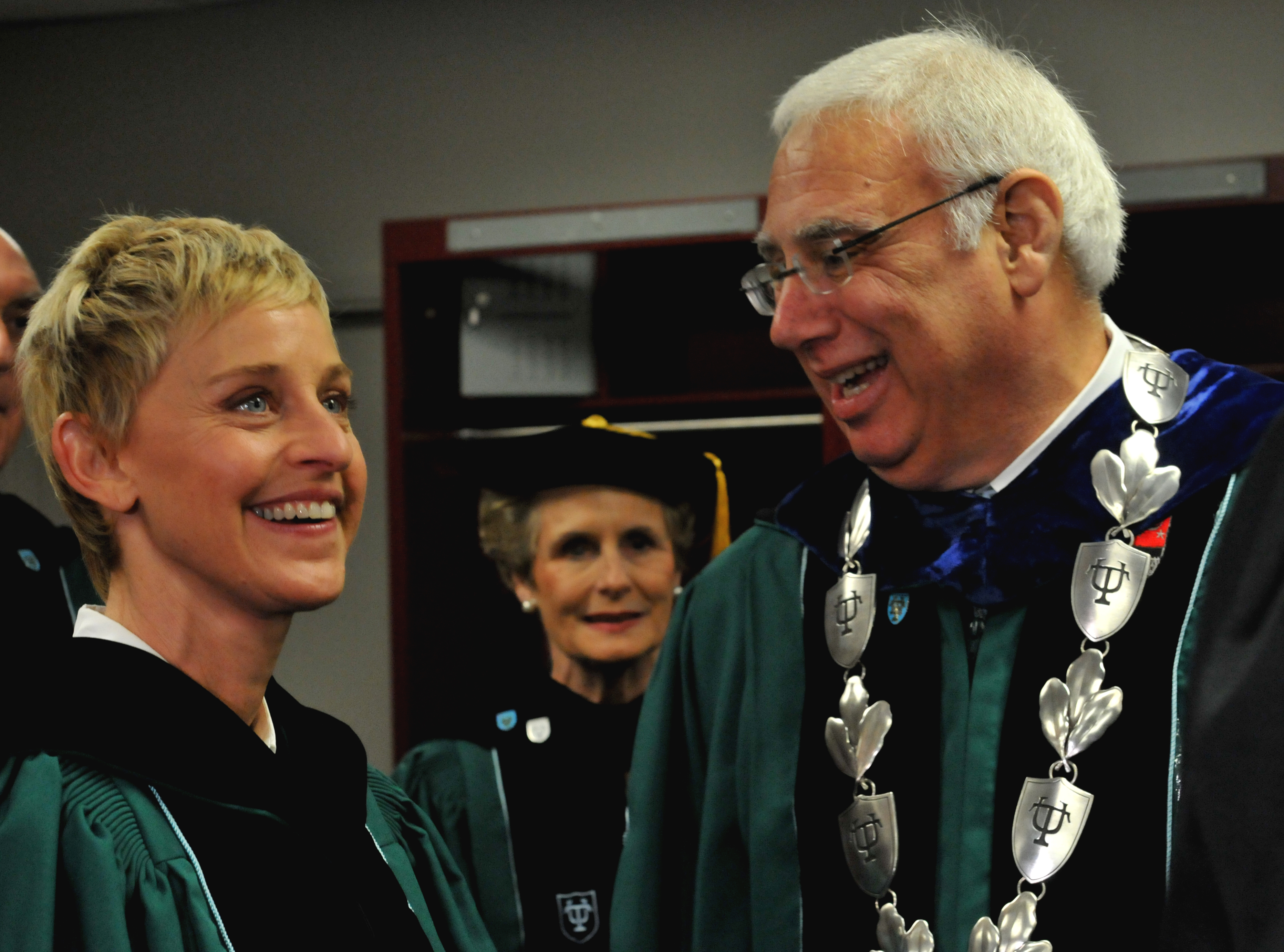
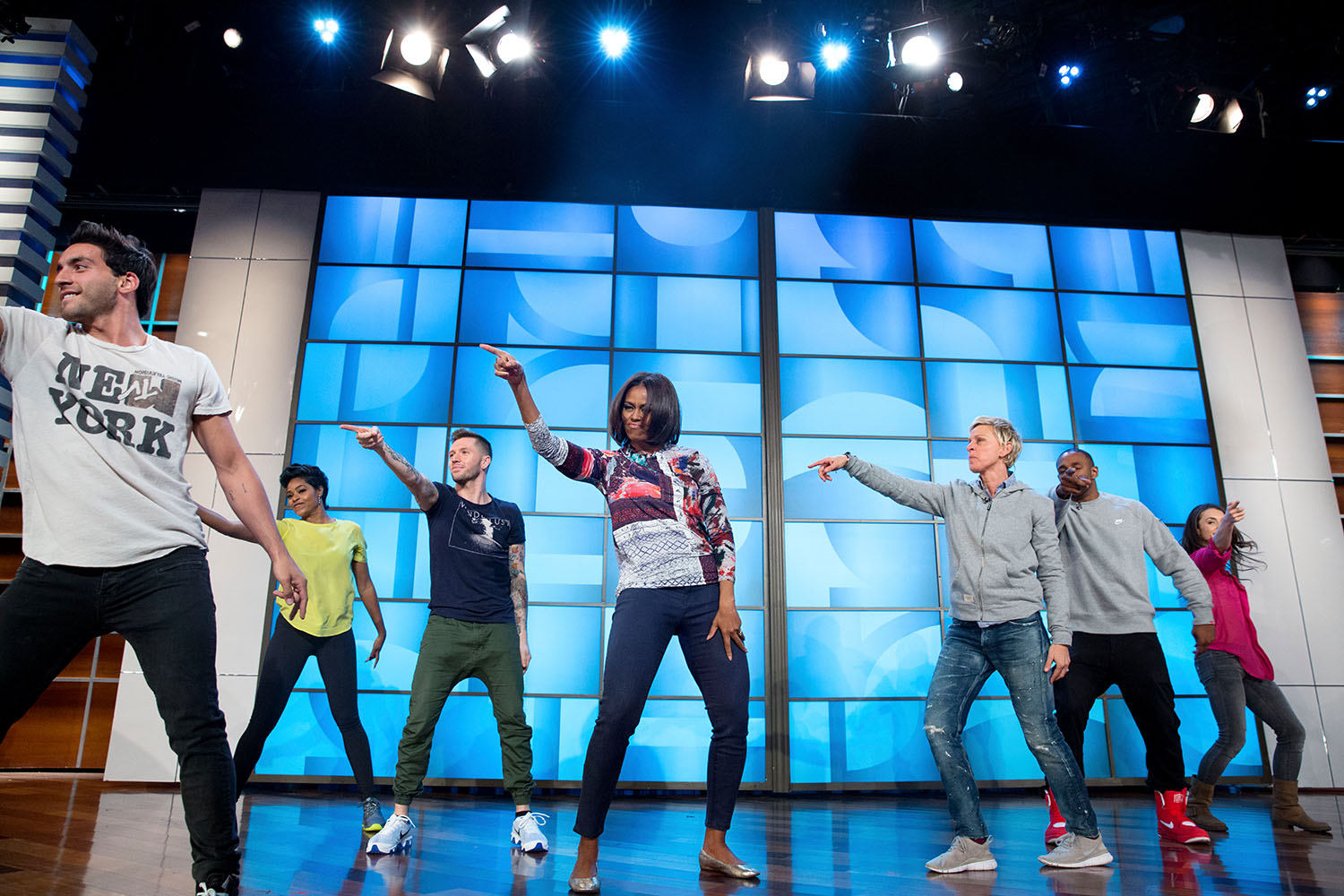

## فیلم‌شناسی

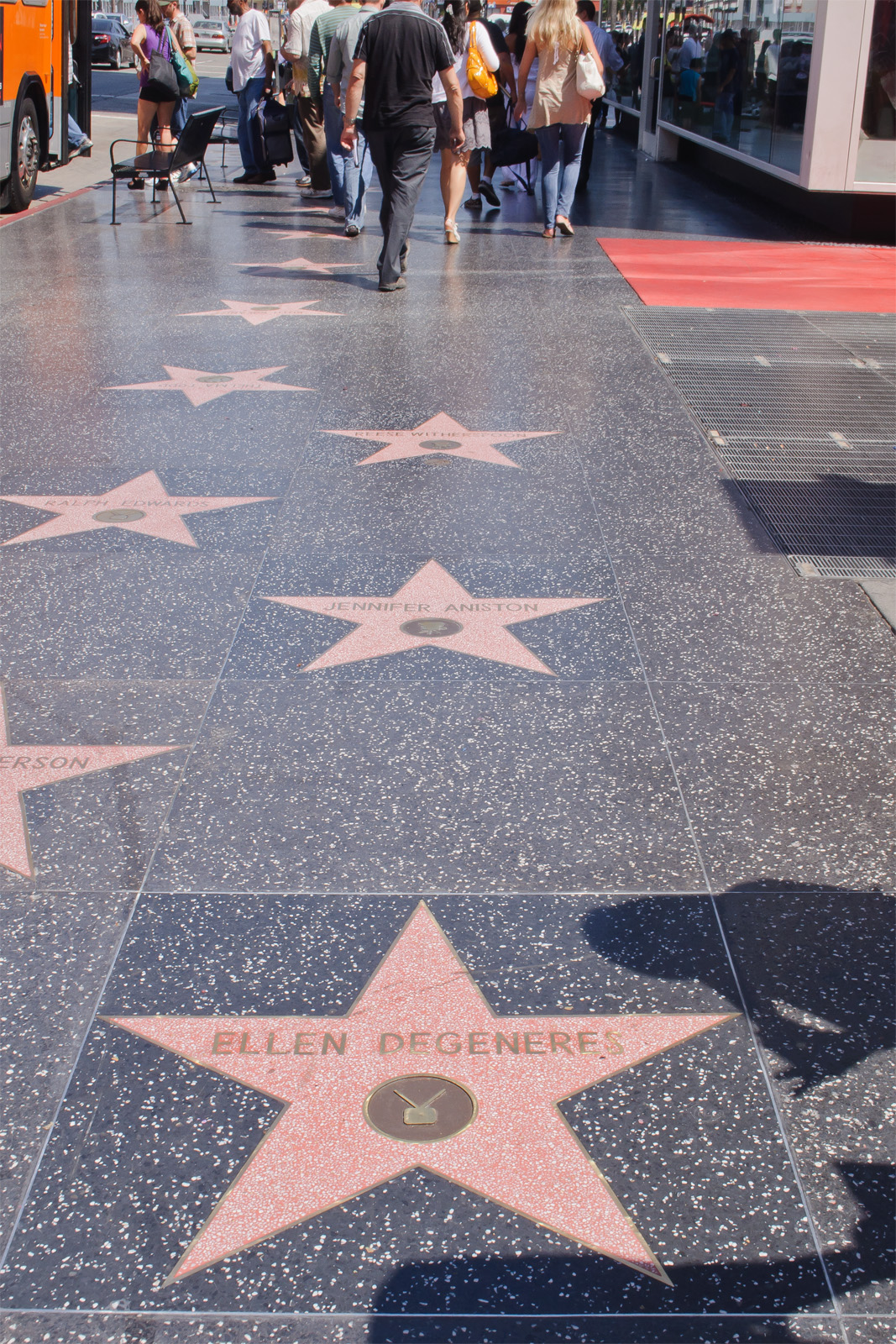
ستاره الن دی جنرس در پیاده‌روی مشاهیر هالیوود

فیلم
| سال  | عنوان                                  | نقش                  | توضیحات بیشتر    |
| ---- | -------------------------------------- | -------------------- | ---------------- |
| ۱۹۹۳ | Coneheads                              | مربی                 |                  |
| ۱۹۹۶ | Mr. Wrong                              | مارتا آلستون         |                  |
| ۱۹۹۸ | خداحافظ عاشق                           | گروهبان ریتا پومپانو |                  |
| ۱۹۹۸ | دکتر دولیتل                            | سگ مقدمه             | صدا              |
| ۱۹۹۹ | EDtv                                   | سینتیا               |                  |
| ۱۹۹۹ | The Love Letter                        | جانت هال             |                  |
| ۲۰۰۰ | اگر این دیوارها می‌توانستند صحبت کنند ۲ | کال                  | سینمایی          |
| ۲۰۰۳ | در جستجوی نیمو                         | دوری                 | صدا              |
| ۲۰۰۳ | Exploring the Reef                     | دوری                 | صدا - فیلم کوتاه |
| ۲۰۱۴ | وحدت                                   | راوی                 | مستند            |
| ۲۰۱۶ | در جستجوی دوری                         | دوری                 | صدا              |

تلویزیون
| سال        | عنوان                | نقش             | توضیحات بیشتر                                 |
| ---------- | -------------------- | --------------- | --------------------------------------------- |
| ۱۹۸۹–۱۹۹۰  | Open House           | مارگو ون‌مِت      | دو اپیزود                                     |
| ۱۹۹۲       | Laurie Hill          | نانسی مک‌اینتایر | ۱۰ اپیزود                                     |
| ۱۹۹۴–۱۹۹۸  | Ellen                | الن مورگن       | ۱۰۹ اپیزود؛ همچنین تهیه‌کنندهٔ اجرایی و نویسنده |
| ۱۹۹۵       | Roseanne             | دکتر ویتمن      | اپیزود: "The Blaming of the Shrew"            |
| ۱۹۹۶       | The Dana Carvey Show | الن مورگن       | اپیزود: "The Mountain Dew Dana Carvey Show"   |
| ۱۹۹۸       | Mad About You        | نانسی بلوم      | اپیزود: "The Finale"                          |
| ۲۰۰۱       | On the Edge          | اپراتور         | بخش: "Reaching Normal"                        |
| ۲۰۰۱       | ویل و گریس           | خواهر لوئیس     | اپیزود: "My Uncle the Car"                    |
| ۲۰۰۱–۲۰۰۲  | الن‌شو                | الن ریچموند     | ۱۸ اپیزود - tهمچنین تهیه کنندهٔ اجرایی         |
| ۲۰۰۳– ۲۰۲۲ | شوی الن دی‌جنرس       | الن دی جریس     | مجری، نویسنده، تهیه‌کننده اجرایی               |
| ۲۰۱۶       | The Big Bang Theory  | الن             | "Episode: "The Geology Elevation              |

بازی‌های ویدوئی
| سال  | عنوان              | صدا           |
| ---- | ------------------ | ------------- |
| ۱۹۹۶ | 9: The Last Resort | اختاپوس خانوم |